# مارغريت لونغ
مارغريت لونغ (بالفرنسية: Marguerite Long )‏ (و. 1874 – 1966 م) هي عازفة بيانو، ومعلمة موسيقى فرنسية، ولدت في نيم، توفيت في باريس، عن عمر يناهز 92 عاماً.

## التعليم
تعلمت في المعهد الوطني العالي للموسيقى والرقص ‏.

## جوائز
حصلت على جوائز منها:
- الصليب الأكبر من وسام الاستحقاق الوطني (1965)
- وسام جوقة الشرف من رتبة قائد.